# パンパシフィックホールディングス
2025年6月現在、そのような名前の企業の日本での登記を確認できていない。

もしかして
- パン・パシフィック・インターナショナルホールディングス[注 1]

ではありませんか？